# Blekinge Naturbruksgymnasium

Blekinge Naturbruksgymnasium, är en kommunal gymnasieskola i Ronneby kommun i Blekinge län. Tillsammans med Knut Hahnsskolan är Naturbruksgymnasiet de enda gymnasieskolorna i Ronneby kommun.

## Utbildningsprogram
- Naturbruksprogrammet

På Blekinge Naturbruksgymnasium finns inriktningarna:
- hästhållning och hästsport
- hundar och sällskapsdjur
- jordbruk
- skogsbruk med jakt och viltvård

Det är möjligt att läsa in Naturvetenskaplig behörighet, d.v.s. Ma D, Fy A, Ke A och Bi B eller Samhällsvetenskaplig behörighet, med En B, Ma C och Nk B. 